# Suchy Bór (województwo opolskie)

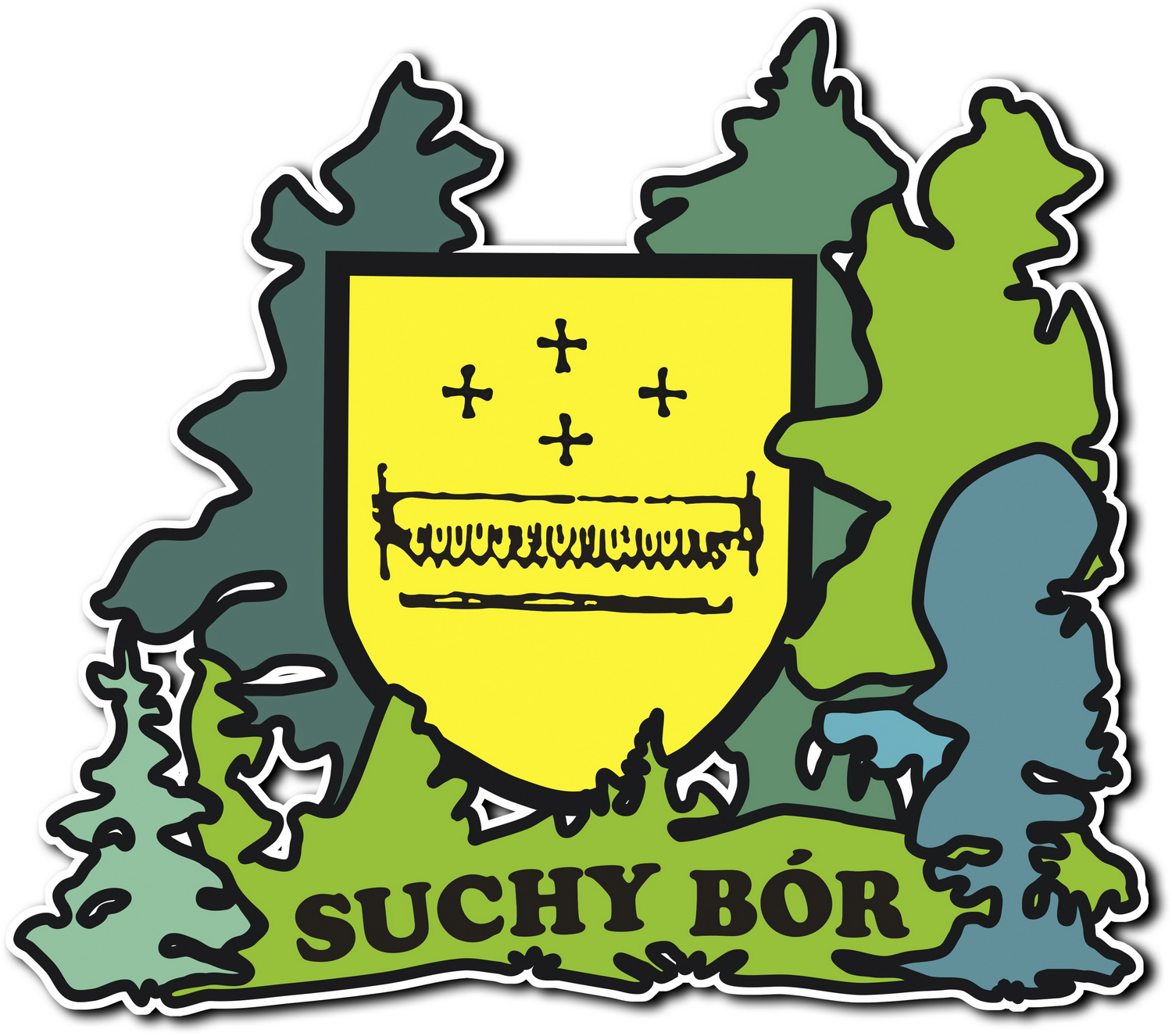
logo miejscowości

Suchy Bór (dodatkowa nazwa w j. niem. Derschau) – wieś w Polsce, położona w województwie opolskim, w powiecie opolskim, w gminie Chrząstowice.

## Położenie
Suchy Bór położony jest na obszarze Równiny Opolskiej oraz Niziny Śląskiej, przy wschodniej granicy miasta Opola. Należy do gminy Chrząstowice oraz powiatu opolskiego.

## Środowisko przyrodnicze
Miejscowość położona jest w południowej części Borów Stobrawskich i – z wyjątkiem strony północno-wschodniej otoczona jest lasami. W obrębie miejscowości występują chronione oraz rzadkie w skali kraju rośliny i zwierzęta, m.in. paź królowej, derkacz zwyczajny, dzięcioł czarny, łasica i gacek brunatny.
W okolicznych lasach rosną długosz królewski, rzadko występująca w Polsce paproć oraz równie rzadkie w skali kraju grzyby, m.in. czarka szkarłatna i gwiazdosz potrójny. Występują również dęby szypułkowe – jeden z nich jako pomnik przyrody o obwodzie 472 cm.

## Infrastruktura techniczna
Wzdłuż zachodniej granicy Suchego Boru przebiega tranzytowa sieć gazowa Kluczbork – Przywory, która umożliwia przyszłe zgazyfikowanie miejscowości. Suchy Bór jest w pełni uzbrojony w sieć wodociągową, energetyczną, telefoniczną oraz od 2008 r. również w sieć kanalizacyjną.

## Historia

### Powstanie miejscowości
Suchy Bór jest najmłodszą miejscowością w gminie Chrząstowice – jego początki sięgają 1773 r., kiedy to werdyktem króla Prus Fryderyka II Wielkiego z dekretu Wrocławskiej Izby Wojenno-Posiadłościowej, założona została osada kolonistów w lesie grudzickim, będąca częścią fryderycjańskiej akcji kolonizacyjnej. Edykt królewski, na podstawie którego mistrz leśny Burich z Urzędu Leśnego Bolko miał przystąpić do zakładania kolonii leśnej, datowany był na 30 marca 1773 r. Do osady przybyli wówczas osadnicy z Hesji, Wirtembergii, Frankonii, Turyngii, Austrii, Polski, a częściowo nawet z bliskiej okolicy. Wśród 25 pierwszych osadników 18 było wyznania ewangelickiego, 6 katolickiego, a 1 husyckiego.
Suchoborska kolonia była zaplanowana jako ulicówka. Domy w całej miejscowości zostały wykonane w jednym stylu. Były to drewniane chałupy z belek i z murowanym kominem, posiadające izbę mieszkalną, dwie komory i chlew. Pokrycie chałup stanowił gont albo słoma. Każdy dom kosztował wówczas 150 talarów, a koszty ponosiło w całości państwo pruskie. Osadnicy musieli jedynie wybudować we własnym zakresie szopę oraz stodołę.

### XX wiek
Do głosowania podczas plebiscytu na Górnym Śląsku uprawnionych było w Suchym Borze 260 osób, z czego 219, ok. 84,2%, stanowili mieszkańcy (w tym 216, ok. 83,1% całości, mieszkańcy urodzeni w miejscowości). Oddano 256 głosów (ok. 98,5% uprawnionych), w tym 256 (100%) ważnych; za Niemcami głosowało 179 osób (ok. 69,9%), a za Polską 77 osób (ok. 30,1%).
Miejscowość odegrała również rolę w dziejach polskiej prasy w Niemczech w okresie międzywojennym, kiedy drukarz Antoni Pawleta rozpoczął w 1932 r. w Suchym Borze wydawanie pisma Katolik Trzyrazowy (wraz z jego mutacją Głos Polski z Berlina), które cztery lata później zostało odkupione przez Związek Polaków w Niemczech.

### Czasy współczesne
W 2008 r. gmina Chrząstowice wprowadziła dwujęzyczne nazwy miejscowości. Wedle danych z 2009 r. liczba mieszkańców sołectwa wynosiła 882 osoby, a na obszarze miejscowości znajdowały się 333 budynki mieszkalne.

## Nazwa
Według niemieckiego nauczyciela Heinricha Adamy’ego nazwa miejscowości pochodzi od złożenia dwóch polskich słów "suchy" oraz staropolskiej nazwy lasu iglastego - boru. W swoim dziele o nazwach miejscowych na Śląsku wydanym w 1888 roku we Wrocławiu jako starszą od niemieckiej wymienia nazwę w obecnym polskim brzmieniu - Suchy Bór podając jej znaczenie "Trockener Wald" czyli po polsku "Suchy Las, Bór". Niemcy zgermanizowali nazwę na Derschau w wyniku czego utraciła ona swoje pierwotne znaczenie.
W ten sam sposób "Trockenwald" tłumaczy znaczenie nazwy śląski pisarz Konstanty Damrot. W swojej pracy o śląskim nazewnictwie z 1896 roku wydanej w Bytomiu wymienia dwie nazwy miejscowości: obecnie funkcjonującą, polską "Suchybór" oraz niemiecką "Derschau".
W 1774 r. kolonia otrzymała z ramienia wrocławskiej Izby Wojenno-Posiadłościowej nazwę Derschau, która pochodzi prawdopodobnie od nazwiska ówczesnego ministra poczty pruskiej von Derschau. Druga hipoteza, dotycząca nazewnictwa miejscowości, mówi o generale von Derschau, który w trakcie pierwszej wojny śląskiej przyczynił się do zdobycia kłodzkiej twierdzy. Większość źródeł historycznych przyjmuje jednak, iż to pruski minister poczty był patronem nowej miejscowości. Miejscowi nadali jednak swojej osadzie nazwę Suchy Bór (niem. Drze Heide), aby odróżnić ją od podmokłych obszarów sąsiednich Lędzin i Chrząstowic. 12 listopada 1946 r. nadano miejscowości polską nazwę Suchy Bór.

## Herb i pieczęć

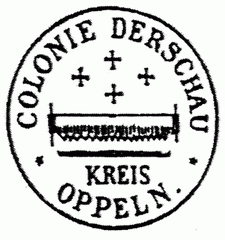
Pieczęć Suchego Boru/Derschau z 1773 r.

Herb Suchego Boru przedstawia w polu żółtym piłę traczną oraz cztery rozmieszczone nad nią krzyże tworzące kształt rombu. Barwy krzyży i piły czarne. Obecny herb jest modyfikacją starej pieczęci z 1773 r. Piła w herbie oraz pieczęci Suchego Boru została umieszczona na pamiątkę wykarczowania lasu pod teren przyszłej miejscowości.

## Demografia
Wykres liczby mieszkańców Suchego Boru na przestrzeni ostatnich trzech stuleci:

## Komunikacja

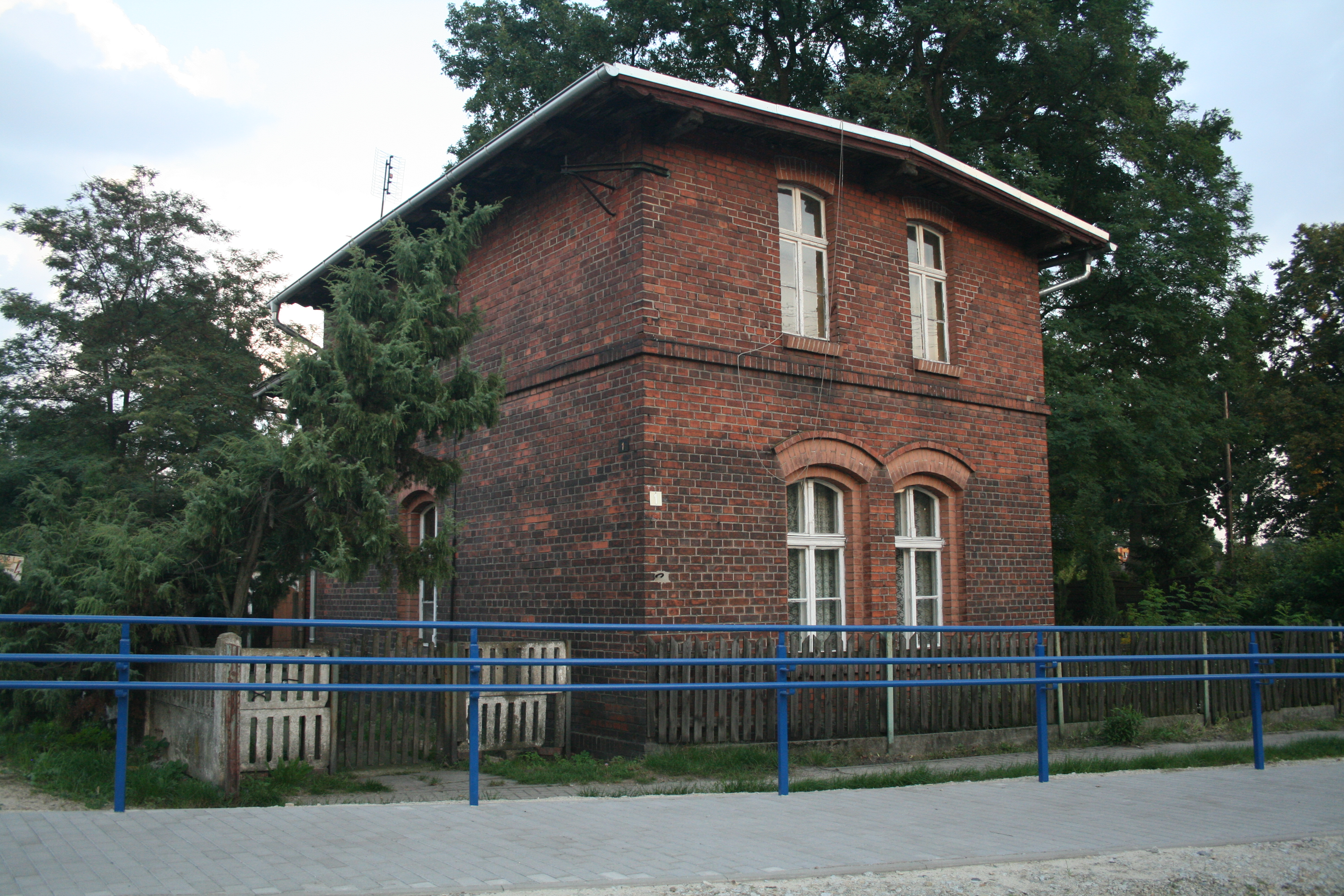
Dawny budynek stacji kolejowej

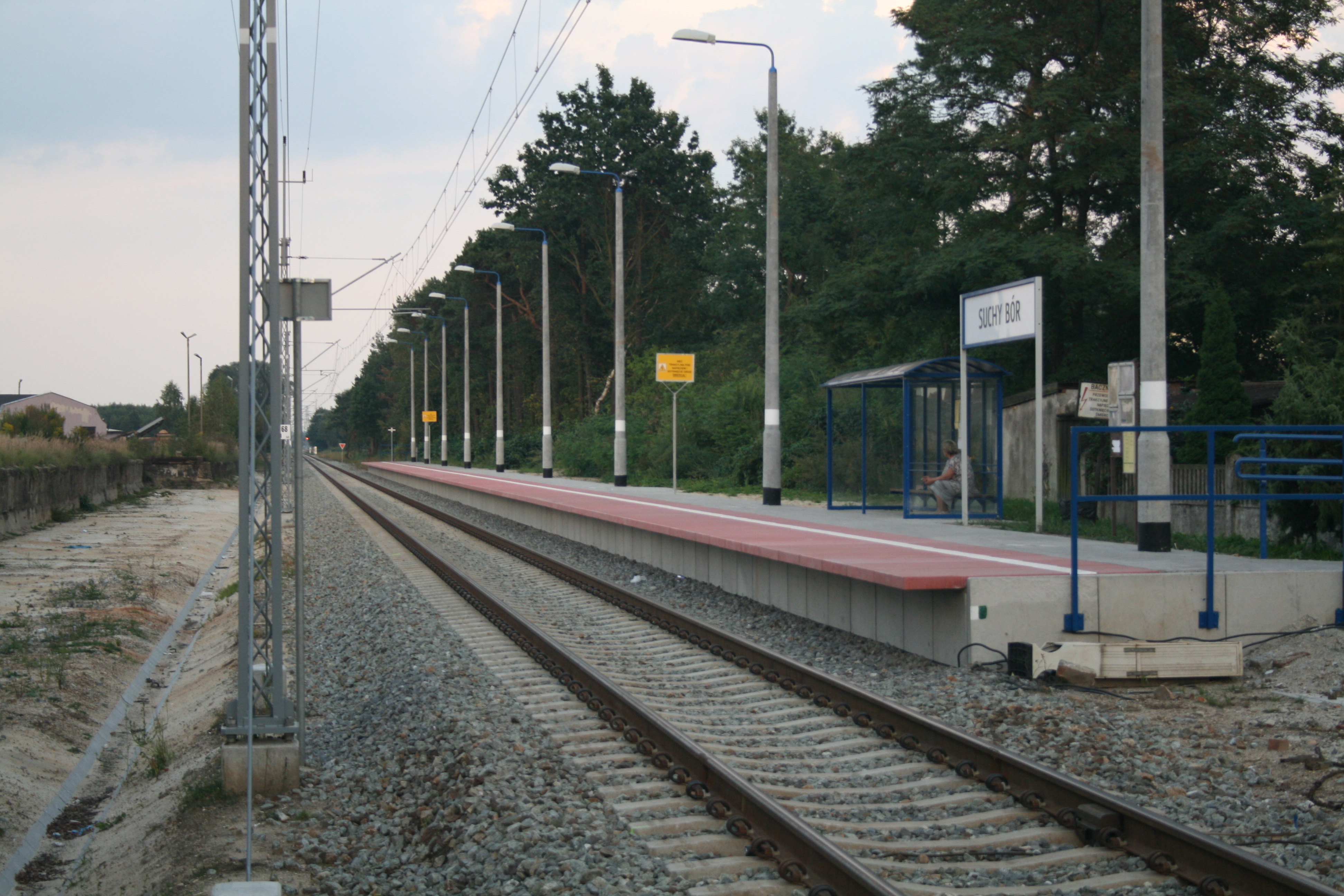
Stacja kolejowa po modernizacji w 2014r.

### Drogi publiczne
Suchy Bór leży przy drodze powiatowej nr 1752, między drogami krajowymi nr 46 na północy i nr 94 na południu. W miejscowości znajduje się ok. 6 km dróg (większość z nich posiada asfaltową nawierzchnię). Ulica główna nosi nazwisko Antoniego Pawlety, wydawcy i drukarza gazet przedwojennych oraz działacza Związku Polaków w Niemczech.

### Kolej
Przez miejscowość przechodzi linia kolejowa nr 144 i znajduje się w niej stacja o nazwie Suchy Bór Opolski, która powstała w 1901 r. W 2012 r. odcinek linii między Fosowskiem a Opolem objęto planem rewitalizacji w ramach budowy tzw. protezy koniecpolskiej, dzięki czemu na terenie Suchego Boru zostało wymienione torowisko oraz wyremontowano przejazd i peron. Po blisko dwóch latach prac remontowo-budowlanych linię oddano ponownie do użytku w sierpniu 2014 r.

### Autobusy
W Suchym Borze znajdują się dwa przystanki autobusowe, skąd autobusy opolskiego PKS-u dowożą uczniów do szkół w Chrząstowicach i Dębskiej Kuźni.

## Oświata i kultura

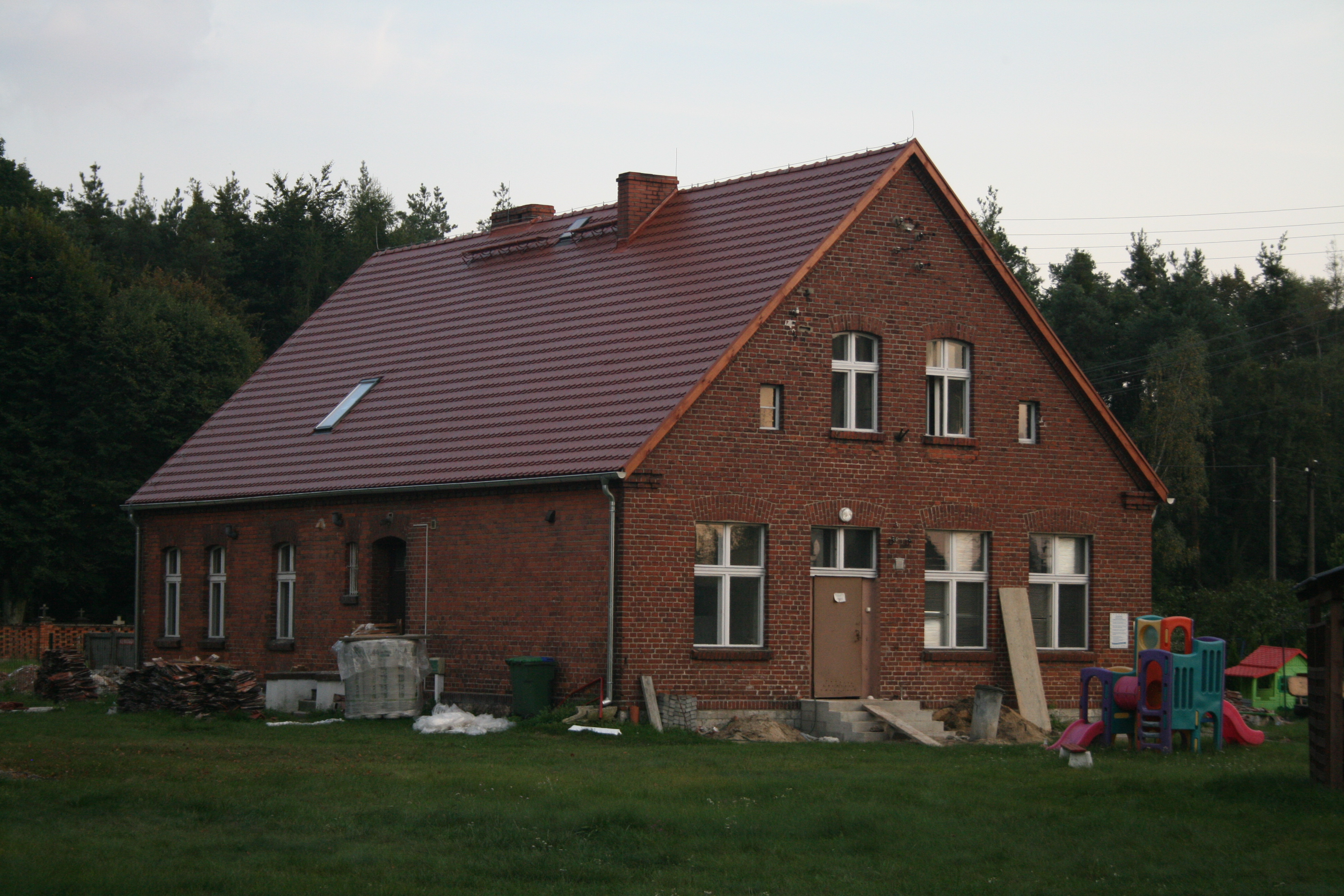
Budynek przedszkola w trakcie remontu w 2014 r.

### Przedszkole
W Suchym Borze znajduje się przedszkole, wybudowane na początku XX wieku, do którego uczęszcza ok. 30 dzieci.

### Szkoła

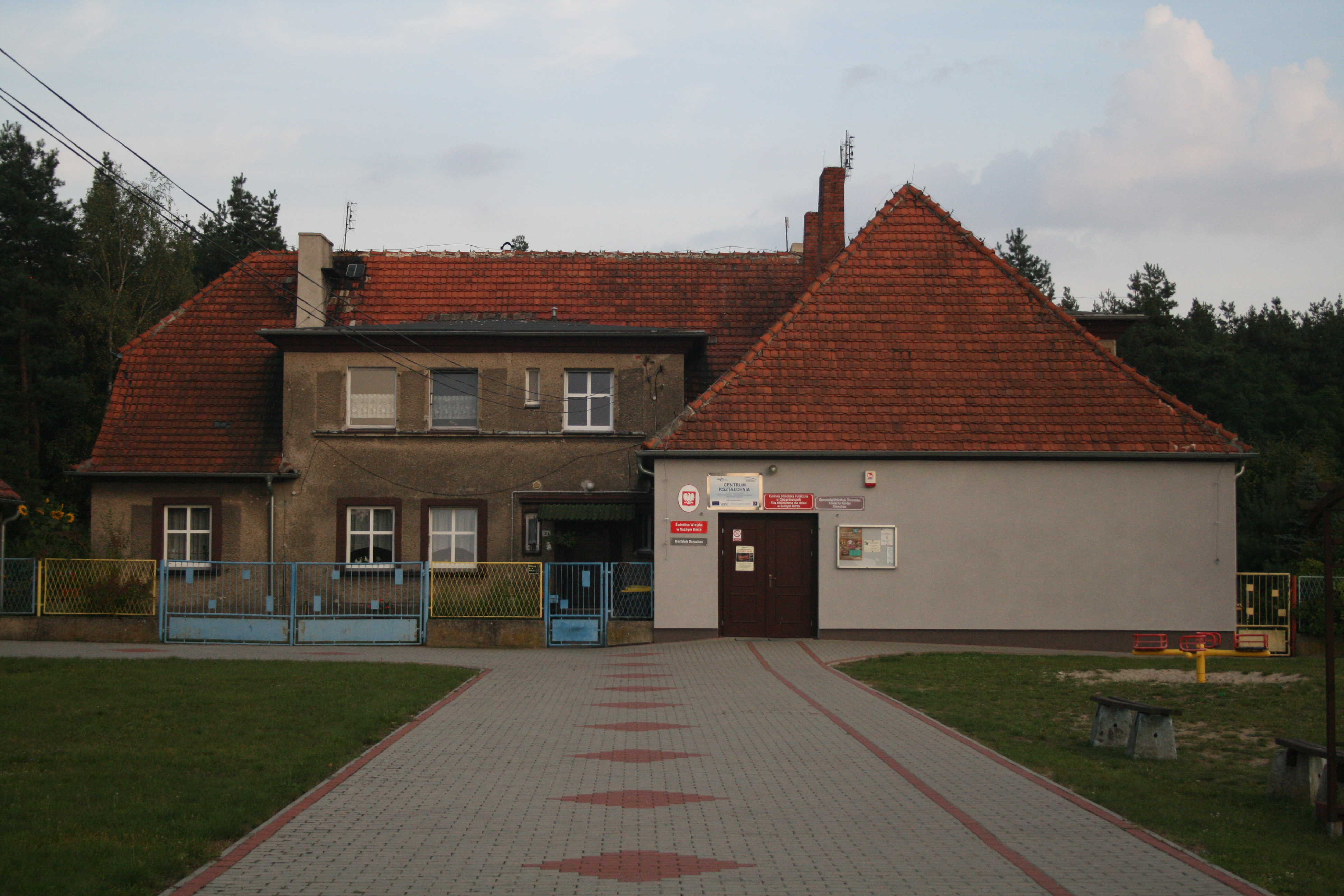
Dawny budynek szkoły, obecnie świetlica i biblioteka

Pierwsza szkoła w miejscowości powstała w 1774 r., była placówką ewangelicką i przyjmowała wyłącznie dzieci z Suchego Boru. W 1865 r. uczęszczało do niej 41 uczniów. Ze względu na przyrost dzieci katolickich oraz zapotrzebowanie na nową szkołę dwuklasową została zamknięta w 1895 r. Potrzebę budowy nowej placówki zauważono w wydanym w 1932 r. Oppelner Heimatkalender für Stadt und Land:

W Suchym Borze znajdowała się szkoła ewangelicka, ale ilość dzieci katolickich tak wzrosła, że potrzebna była nowa dwuklasowa szkoła.
W roku 1928 można było ją wybudować.

Nowa szkoła została wybudowana w 1928 r. na rozkaz Starosty Opolskiego, którym wówczas był Michael Graf von Matuschka. Została ona niedawno zamknięta i przebudowana na świetlicę dla dzieci. Po podłączeniu sieci informatycznej otwarto w dawnej szkole Gminne Centrum Kształcenia na Odległość Wioska internetowa oraz filię Gminnej Biblioteki Publicznej dla dzieci (biblioteka zakończyła działalność w pierwszym półroczy 2020 roku).

## Kościół
W miejscowości działalność duszpasterską prowadzi kościół rzymskokatolicki – parafia Podwyższenia Krzyża Świętego. Znajdujący się w Suchym Borze kościół został wybudowany w latach 1981–1982 z inicjatywy proboszcza Ernesta Kubonia. Udostępniona w tym celu stara stolarnia, której właścicielem był Wilhelm Jończyk, została przebudowana z pomocą mieszkańców miejscowości. Świątynia została poświęcona 16 września 1984 r. i była początkowo filią kościoła parafialnego w Chrząstowicach. Od 2006 r. pełni ona rolę kościoła parafialnego. 

## Gospodarka

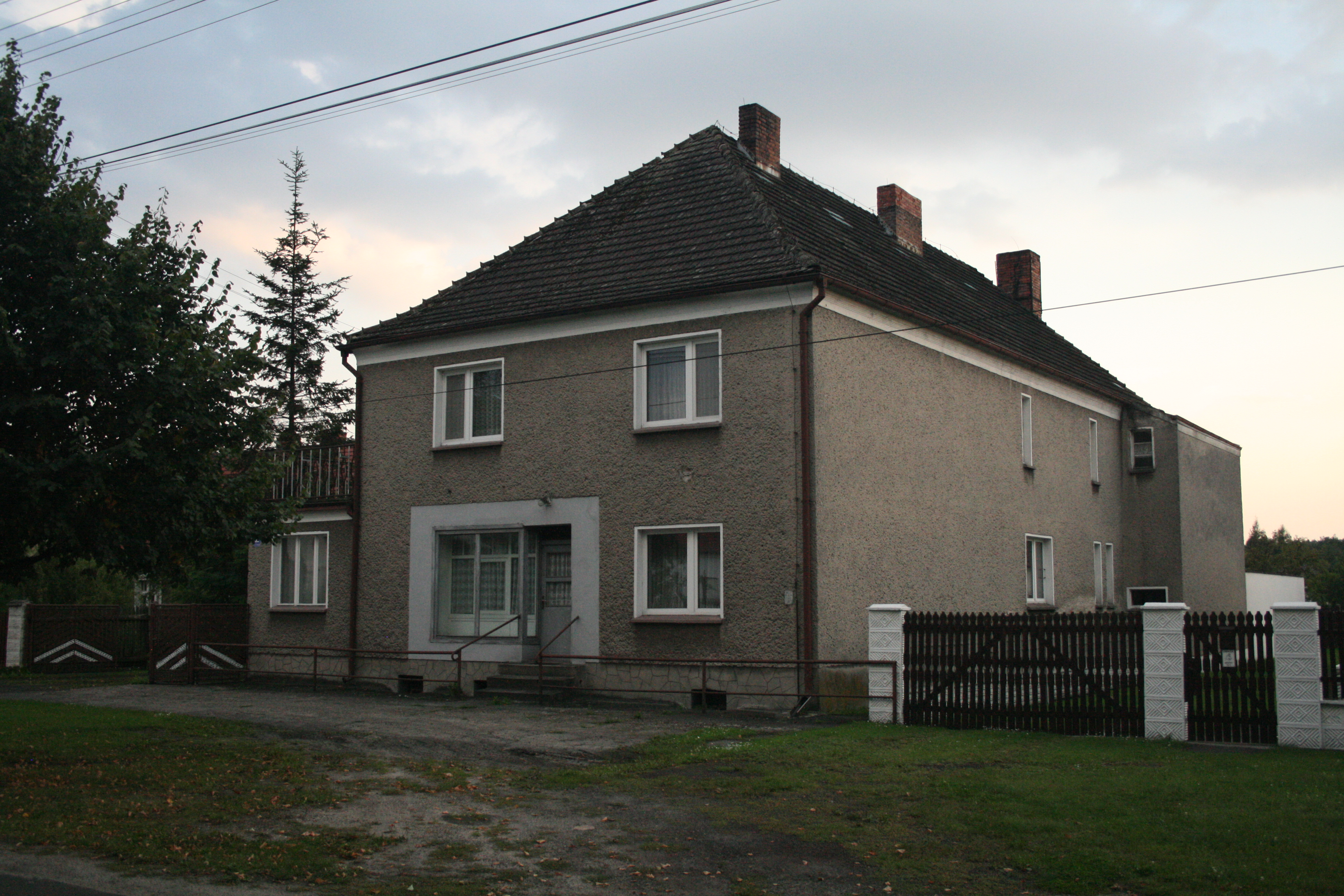
Piekarnia przy ul. Pawlety

W miejscowości działalność gospodarczą prowadzą m.in. tartak, cukiernia, piekarnia, zakład mechaniki samochodowej, ośrodek szkoleniowo-wypoczynkowy oraz restauracja i sklep spożywczy. W Suchym Borze zarejestrowanych jest 17 firm usługowych, 3 produkcyjne i 1 rolnik.

### Tartak
Początek tartaku w Suchym Borze datuje się na rok 1901, kiedy Friedrich Stelling znalazł w obecnej lokalizacji tartaku idealne miejsce na skład drzewny. Teren był korzystny ze względu na dużą działkę i możliwość dalszego wykupu okolicznych gruntów oraz obecność torów kolejowych i łatwy do nich dostęp. W roku założenia zakładu powstała również stacja kolejowa wraz z bocznicą. Praca trwała 10 godzin dziennie, a płaca dzienna w wysokości 1,70 reichsmarek była bardzo niska. Po I wojnie światowej zainstalowano maszynę parową, która służyła do obsługi pilarek.
Tartak w ciągu pierwszych 20 lat istnienia zmienił czterokrotnie swoich właścicieli, aż w 1923 r. został przejęty przez opolskiego kupca Bertholda Winklera, który zarządzał nim do momentu wypędzenia z końcem II wojny światowej. Rozwój gospodarczy zakładu oraz dzięki niemu całej gminy był na tyle dobry, że państwo udzieliło w latach 1932–1939 pomocy finansowej na budowę mieszkań i inne cele. W 1940 r. na terenie zakładu znajdowała się willa Winklera, dom biurowy, dom majstra zakładu oraz dom sześciorodzinny. Zakład w tym czasie zatrudniał 56 pracowników produkcyjnych, 4 biurowych oraz 2 utrzymujących porządek placu zakładu (tzw. Platzwart), z czego 34 było angielskimi jeńcami.

Tartak w Suchym Borze z bocznicą kolejową

## Turystyka i rekreacja

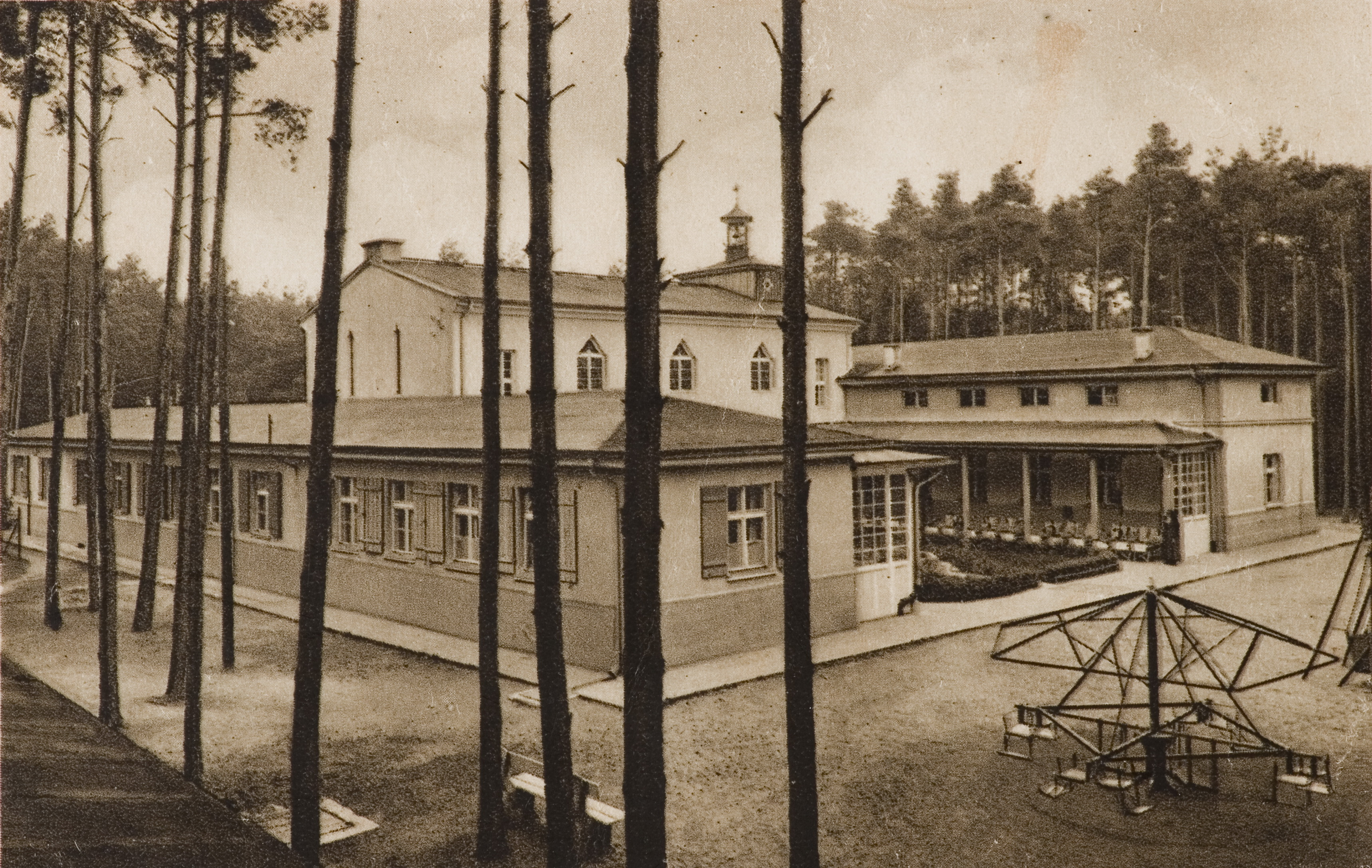
Ośrodek rehabilitacyjny na początku XX wieku

### Ośrodek Szkoleniowo-Wypoczynkowy z basenem letnim
W Suchym Borze działa Ośrodek Szkoleniowo-Wypoczynkowy Suchy Bór wraz z odkrytym basenem oraz najdłuższą w województwie opolskim zjeżdżalnią wodną (75 m). Do dyspozycji wypoczywających jest również 50-metrowy basen pływacki, brodzik i plac zabaw dla dzieci, dwa boiska do siatkówki plażowej, hotel oraz drewniane domki noclegowe. Na obszarze ośrodka znajduje się również tor dla quadów oraz pole do gry w paintball.

### Wojewódzki Ośrodek Rehabilitacji Dzieci i Młodzieży ORDIM
Ośrodek położony jest w lesie, w północnej części Suchego Boru i zajmuje się rehabilitacją dysfunkcji narządów ruchu spowodowaną przyczynami ortopedycznymi (wady postawy, skoliozy) i neurologicznymi (mózgowe porażenie dziecięce, dystrofie mięśniowe). Pacjenci ośrodka mają do dyspozycji tężnię, kryty basen oraz boiska do piłki nożnej i siatkowej. Ośrodek zakończył swoją działalność, a teren przez niego zajmowany przeszedł w ręce prywatnego sektora.

### Turystyka rowerowa
Suchy Bór jest włączony do sieci szlaków rowerowych Doliny Małej Panwi i leży na trasie następujących szlaków:
- – szlak rowerowy żółty nr 27 z Opola przez Daniec i Spórok do Bzinicy Nowej,
- – szlak rowerowy czerwony nr 18 z Opola przez Chrząstowice, Turawę, Ozimek i Staniszcze Wielkie do Toszka[24].